# Cristóbal Mendoza
José Cristóbal Hurtado de Mendoza y Montilla (ur. 23 czerwca 1772, zm. 8 lutego 1829) – znany jako Cristóbal Mendoza. Pierwszy prezydent Wenezueli. Polityk. Doktor prawa cywilnego i kanonicznego. 

## Młodość
Urodził się w okolicy Trujillo 23 czerwca 1772 r. Wysłany przez ojca na wychowanie w klasztorze franciszkanów otrzymał znakomite wykształcenie. W wieku 16 lat wyjechał do szkoły w Caracas, a w 1793 roku na wyspę Santo Domingo (Haiti), gdzie rok później uzyskał dyplom z prawa. W 1796 roku został adwokatem.

## Kariera polityczna
5 marca 1811 roku został wybrany przez Kongres na przewodniczącego triumwiratu wykonawczego, który tworzyli także Juan Escalona i Baltasar Padrón. Przewodniczył triumwiratowi w momencie ogłoszenia Deklaracji Niepodległości Wenezueli w dniu 5 lipca 1811 roku. Po upadku Pierwszej Republiki na wiosnę 1812 roku schronił się w Nowej Grenadzie. Tam dołączył do brygady Simona Bolivara stając się jednym z jego najbliższych doradców. Mianowany gubernatorem prowincji Mérida, a potem Caracas. 14 października 1813 roku w Caracas proponuje dla Bolivara tytuł "Wyzwoliciela". Po upadku miasta wyemigrował na Antyle Holenderskie. Napisał liczne artykuły dotyczące niepodległości kraju. W 1821 roku po wygranej przez Bolivara bitwie pod Carabobo, w której rozstrzygnęły się losy niepodległego państwa, wrócił do kraju, a następnie został przewodniczącym Najwyższego Trybunału Sprawiedliwości. W 1825 roku zrezygnował ze stanowiska. 

## Ostatnie lata
Po wybuchu wojny domowej w 1826 r. zmuszony przez generała José Antonio Páeza do opuszczenia kraju wyemigrował na wyspę Saint Thomas, gdzie zajmował się pracą naukową, działalnością charytatywną i pisaniem. W 1827, po przywróceniu przez Bolivara spokoju w Wenezueli, powrócił do kraju, jednak z powodu stanu zdrowia pod koniec 1828 roku zrezygnował ze wszystkich stanowisk. Zmarł 8 lutego 1829 na przedmieściach Caracas.